# Truyền hình học sinh - sinh viên

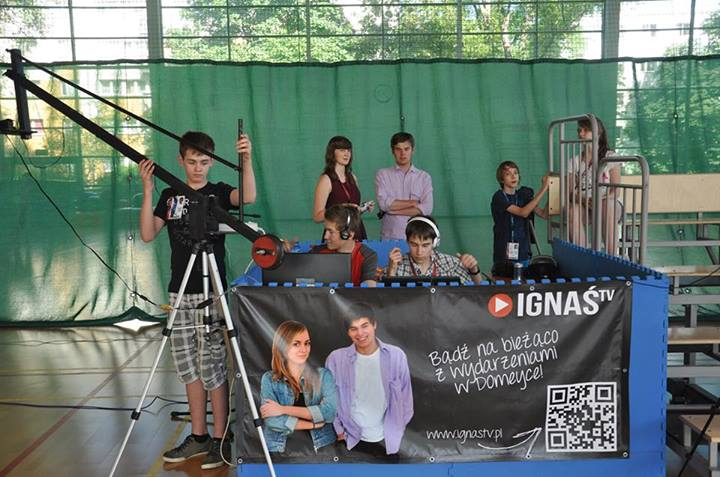
Buổi ghi hình trực tiếp đầu tiên của đài truyền hình học sinh IgnaśTV (Ba Lan)

Truyền hình học sinh - sinh viên (tiếng Anh: student television) bao gồm một đài truyền hình do học sinh Trung học cơ sở (THCS), Trung học phổ thông (THPT) hay sinh viên Đại học - Cao đẳng vận hành, chủ yếu phát sóng tin tức trong trường và nhiều khi là các bộ phim tình cảm, chương trình giải trí hay những chương trình khác. Ở các trường Đại học Việt Nam, tiêu biểu có Câu lạc bộ Truyền hình sinh viên STV của Học viện Báo chí và Tuyên truyền - một mô hình đài truyền hình thu nhỏ.
Ở cấp độ Trung học phổ thông và cấp dưới, làm việc cho đài truyền hình của nhà trường thường là hoạt động ngoại khóa nhưng sẽ bao gồm một lớp dạy báo chí trong trường, ở đó học sinh được học về chuyên môn nhà báo và sản xuất các bản tin trong trường. Truyền hình học sinh ở cấp học này đa phần luôn được phát sóng thông qua hệ thống truyền hình bằng camera quan sát của nhà trường. Làm cho một đài truyền hình học sinh cấp THCS hay THPT có thể thường là công việc tự chọn đối với học sinh yêu thích nghề báo nhưng không chọn làm việc cho một tờ báo học trò. Phòng thu, trường quay và nơi sản xuất thường do các đài truyền hình truy nhập công cộng của cộng đồng hay địa phương cung cấp.
Ở cấp độ Đại học - Cao đẳng thì đài truyền hình sinh viên có thể được tạo nên từ các hội nhóm sinh viên, không thì là phòng thực hành báo phát thanh truyền hình. Thường thì các đài sẽ sản xuất chương trình gốc nhiều hơn trông thấy so với cấp độ Trung học phổ thông. Đài truyền hình sinh viên tại một trường Đại học hay Cao đẳng có thể được nhà trường hỗ trợ toàn bộ hay một phần, hoặc là tự cấp tự túc, nhưng sẽ nhận được tiền quỹ hoạt động từ việc phát sóng quảng cáo trên kênh của mình.